# Salzerova reduta
Salzerova reduta stojí v části Hodolany v Olomouci a vznikla v rámci opevňování Olomouce společně se Salzerovou redutou I, Salzerovou redutou III a Přední pevnůstkou 38. Sloužila jako vodní pevnůstka k zabezpečení přístupové cesty od jihu do Olomouce a k ochraně stavidla k zatopení předpolí olomoucké pevnosti. Reduta je kulturní památkou České republiky.

## Historie
Výstavba barokního fortifikačního opevnění byla zahájena už v padesátých letech 18. století podle projektu plukovníka barona Pierre Philippe Bechade de Rochepine, příslušníka habsburského inženýrského sboru. Název reduty pochází od vsi Salzergut, která musela ustoupit výstavbě nové olomoucké pevnosti.
V roce 1758 při obléhání Olomouce pruským králem Fridrichem II. s ostatními pevnůstkami boční palbou způsobily značné ztráty na lidských životech a materiálu pruskému obléhacímu sboru a tím zpomalily obléhací práce. V letech 1834–1835 byla reduta přestavěna a rozšířena a byl vybudován kasárenský objekt pro 80 vojáků. Kolem reduty byl dvojitý vodní příkop, který v případě potřeby mohl být zatopen do výšky 1,8 m. Další úpravy byly provedeny v roce 1866.
Na konci 19. století měla reduta sloužit k ubytování dvou a půl eskadrony 4. hulánského regimentu. V době první světové války byla v pevnůstce umístěna část vojenské epidemické nemocnice (tyfus[nepřesný odkaz] a cholera). Po skončení války pevnůstka připadla městu, které ji v roce 1919 pronajalo olomouckým skautům. Za druhé světové války připadla německé armádě a po válce sloužila jako sklad Civilní obrany.
Po roce 1990 byl zdevastovaný objekt prodán do soukromých rukou a obnoven. Pro veřejnost byla otevřena restaurace Terezka, která po krátkou dobu sloužila jako centrum zábavy, diskoték a koncertů. Vybudováním obtokového kanálu na řece Moravě v roce 2007 se Salzerova reduta ocitla na ostrově. Od roku 2016 je v rukou nových majitelů.

## Popis
Reduta má dvě části: redutu a centrální objekt. Přístup do objektu vede branou s valenou segmentovou klenbou.
Centrální objekt je přízemní stavba s jedním centrálním prostorem s valenou klenbou a dvěma bočními křídly, krytý sedlovou střechou. Je postaven na původním nádvoří reduty. Na levé straně je později dostavěné patrové křídlo s plochými stropy. V jednotlivých prostorách jsou původní dělostřelecké střílny (obdélná okénka se segmentovými záklenky) a po jejich stranách úzké obdélníkové střílny pro pěchotu.
Třístranná reduta je z vnějšku vyzděna červenými pálenými cihlami s korunou ukončenou kulatou římsou pokrytou hliněným drnem. Vstup do reduty vedl po dřevěném mostě na kamenných základech do průchodu se stlačenou valenou klenbou. Portál, který je vyzděn z pálených cihel a omítnutý, je zdobený dvěma širokými kanelovanými sloupy ukončenými hlavicí se stříškou a kamennou koulí. Portál je ukončen trojúhelníkovým štítem, ve kterém jsou dvě desky s nápisem: FERDINANDUS . IMP . AUST . / . MDCCCXXXV. 
Vnitřní část tvoří venkovní zeď, která je zakrytá mohutným, postupně se svažujícím valem. Uvnitř valu podél zdi je vestavěná střelecká galerie s kasematy, studnou a vstupem ze dvora reduty.